# Cristián Flores
Cristián Antonio Flores Vásquez (Valparaíso, 5 de marzo de 1972) es un exfutbolista chileno que jugaba en la posición de defensa o mediocampista. 
Cabe mencionar que es padre del futbolista Kevin Flores.

## Trayectoria
Formado en Santiago Wanderers, debutó por el club porteño cuando este jugaba en la segunda división del fútbol chileno, donde lograría el ascenso a la primera división de Chile en la temporada 1995. Tras buenas campañas por el club porteño, pero con varios problemas extra futbolísticos, partió al archirrival Everton que por ese entonces estaba en la división de ascenso. Tras su breve paso por el club ruletero, pasó a Santiago Morning, donde cambiaría su posición de mediocampista a defensa, obteniendo grandes actuaciones, lo cual lo llevaría a ser traspasado a Colo-Colo.
Tras un irregular paso por Colo-Colo, su pase es comprado por el grupo empresarial Pegaso que lo lleva al Atlante de México, donde permanece un semestre, ya que al siguiente semestre pasó al club mexicano Irapuato FC. Finalizado su paso por México, es tentado por Juvenal Olmos para incorporarse a la Universidad Católica, pero finalmente el cuadro cruzado ficharía a Pablo Lenci, con lo cual daría fin a su carrera. En el 2004 estuvo a prueba en Deportes Antofagasta tratando de volver a la actividad, pero finalmente no regresaría al fútbol profesional.

## Selección nacional
Fue seleccionado internacional con la Selección de fútbol de Chile en cuatro ocasiones, siendo su debut en las clasificatorias para la Copa Mundial de Francia 1998 frente a la Selección de fútbol de Bolivia. Sus siguientes tres encuentros con La Roja fueron tres amistosos, siendo su última participación el 5 de febrero del año 2000 frente a la Selección de fútbol de Guatemala.

### Participaciones en eliminatorias a la Copa del Mundo
| Eliminatoria                 | Sede    | Resultado   | Posición | Partidos |
| ---------------------------- | ------- | ----------- | -------- | -------- |
| Clasificatorias Francia 1998 | Francia | Clasificado | 4.º      | 1        |

### Partidos internacionales
| Partidos internacionales | Partidos internacionales | Partidos internacionales                                      | Partidos internacionales | Partidos internacionales | Partidos internacionales | Partidos internacionales | Partidos internacionales | Partidos internacionales | Partidos internacionales     |
| N.º                      | Fecha                    | Estadio                                                       | Local                    | Resultado                | Visitante                | Goles                    | Asistencias              | DT                       | Competición                  |
| ------------------------ | ------------------------ | ------------------------------------------------------------- | ------------------------ | ------------------------ | ------------------------ | ------------------------ | ------------------------ | ------------------------ | ---------------------------- |
| 1                        | 12 de febrero de 1997    | Estadio Hernando Siles, La Paz, Bolivia                       | Bolivia                  | 1-1                      | Chile                    |                          |                          | Nelson Acosta            | Clasificatorias Francia 1998 |
| 2                        | 29 de enero de 2000      | Estadio Francisco Sánchez Rumoroso, Coquimbo, Chile           | Chile                    | 1-2                      | Estados Unidos           |                          |                          | Nelson Acosta            | Amistoso                     |
| 3                        | 2 de febrero de 2000     | Estadio Ricardo Saprissa, Tibás, Costa Rica                   | Costa Rica               | 1-0                      | Chile                    |                          |                          | Nelson Acosta            | Amistoso                     |
| 4                        | 5 de febrero de 2000     | Estadio Olímpico Mateo Flores, Ciudad de Guatemala, Guatemala | Guatemala                | 2-1                      | Chile                    |                          |                          | Nelson Acosta            | Amistoso                     |
| Total                    | Total                    | Total                                                         | Presencias               | 4                        | Goles                    | 0                        |                          |                          |                              |

| Selección chilena | Selección chilena | Selección chilena |
| Año               | Partidos          | Goles             |
| ----------------- | ----------------- | ----------------- |
| 1997              | 1                 | 0                 |
| 2000              | 3                 | 0                 |
| Total             | 4                 | 0                 |

## Clubes
| Club               | País   | Año       |
| ------------------ | ------ | --------- |
| Santiago Wanderers | Chile  | 1992-1997 |
| Everton            | Chile  | 1998      |
| Santiago Morning   | Chile  | 1999      |
| Colo-Colo          | Chile  | 2000      |
| Atlante            | México | 2001      |
| Irapuato FC        | México | 2001      |

## Palmarés

### Campeonatos nacionales
| Título    | Club               | País  | Año  |
| --------- | ------------------ | ----- | ---- |
| Primera B | Santiago Wanderers | Chile | 1995 |

## Apariciones en televisión
| Año  | Programa         | Rol          | Canal    |
| ---- | ---------------- | ------------ | -------- |
| 2017 | MasterChef Chile | Participante | Canal 13 |